# Lytorhynchus gasperetti
Lytorhynchus gasperetti là một loài rắn trong họ Rắn nước. Loài này được Leviton mô tả khoa học đầu tiên năm 1977.